# Шежини
Шежини (пол. Szerzyny) — село в Польщі, у гміні Шежини Тарновського повіту Малопольського воєводства.
Населення — 2257 осіб (2011).
У 1975-1998 роках село належало до Тарновського воєводства.

## Демографія
Демографічна структура станом на 31 березня 2011 року:
|          | Загалом | Допрацездатний вік | Працездатний вік | Постпрацездатний вік |
| -------- | ------- | ------------------ | ---------------- | -------------------- |
| Чоловіки | 1128    | 226                | 765              | 137                  |
| Жінки    | 1129    | 238                | 626              | 265                  |
| Разом    | 2257    | 464                | 1391             | 402                  |